# 화살-2형

북한의 순항 미사일인 《화살-2》형

《화살-2》형은 북한의 순항 미사일이다.

## 역사
- 2021년 북한의 무기 박람회 자위-2021에서 화살-1과 함께 공개되었다.

- 2022년 1월 25일, 함흥시 마전해수욕장 일대에서 2발을 시험 발사했다. 탄두부가
- 2023년 2월 23일, 새벽에 함경북도 김책시 일대에서 동해상으로 전략순항미사일 '화살-2형' 발사 훈련을 했다. 노동신문은 순항미사일이 모두 4기 발사됐다면서 "동해에 설정된 2,000km 거리의 타원형·8자형 비행 궤도를 따라, 1만 208초에서 만 224초, 그러니까 약 2시간 가량 비행해 표적을 명중 타격했다고 보도했다. 이로써 제식 명칭이 공개되었다.
- 2023년 3월 22일, 함흥시 마전해수욕장 일대에서 화살-1 2발과 본 미사일 2발을 시험 발사했다. 김정은이 참관했다.

## 핵탄두 탑재 여부
직경 544 mm 미국 토마호크 미사일은 직경 300 mm, 폭발력 150 kt인 W80 핵탄두를 사용한다. 북한은 600 mm 초대형 방사포에 핵탄두 장착이 가능하다고 주장하지만, 한미는 핵탄두 사진을 본 적이 없어서, 개발여부를 알 수가 없다고 주장한다.
화살-2형의 직경이 미국 토마호크 미사일과 같은 544 mm 라면, 초대형 방사포에 탑재할 핵탄두를 화살-2형에도 사용할 가능성이 있다.
1970년대 북한이 보유했던 소련의 FROG-7 로켓은 직경 544 mm인데, 소련은 여기에 200 kt 핵탄두를 장착했었다.
이렇게 작은 핵탄두에는 HEU가 사용되지 않고 오직 플루토늄으로 된 수소폭탄만 사용한다.
미국은 전투기에 장착하는 직경 330 mm B61 핵폭탄이 따로 있지만, 북한은 600 mm 초대형 방사포, 544 mm 화살-2형, 전투기에 모두 동일한 직경 300 mm 정도의 핵탄두를 사용할 가능성도 배제할 수 없다.
영국의 WE.177 핵폭탄은 직경 410 mm, 무게 450 kg, 폭발력 450 kt 정도 되었다.